# Eduardo Gageiro
Eduardo Gageiro (Sacavém, Portugal; 16 de febrero de 1935 - Lisboa, Portugal; 4 de junio de 2025) fue un fotógrafo portugués que se destacó por sus reportajes gráficos sobre la Revolución de los Claveles y la Masacre de Múnich durante los Juegos Olímpicos de 1972.

## Biografía
Con apenas doce años vio publicada su primera fotografía en la primera página del Diário de Notícias y con 22 años comenzó a trabajar como reportero en el Diário Ilustrado. Después ha sido colaborador en O Século y en las principales publicaciones portuguesas, así como en la delegación portuguesa de la agencia Associated Press y como fotógrafo oficial del presidente António Ramalho Eanes.
Su trabajo se puede incluir en gran medida en la fotografía humanista, con influencias de Henri Cartier-Bresson, Robert Doisneau y Willy Ronis y a lo largo de su trayectoria fotográfica ha recibido más de trescientos premios internacionales, entre los que se encuentran un segundo premio en el concurso de World Press Photo en 1974, o el primer premio en la 11.ª Exposición de Fotografía de China en 2005.
Entre los libros que ha publicado se encuentran: Olhares 1951-1998 que lo realizó en colaboración con Antonio Lobo Antunes, Gente con José Cardoso Pires, Lisboa Operária con David Mourão-Ferreira, Revelações, Alentejo con Miguel Torga y Fotos de abril con textos de diversos autores.
En 2004 fue nombrado comendador de la Orden del Infante Don Enrique.